# Мохаммад Мохаммадьян
Мохаммад Мохаммадьян (перс. محمد محمدیان; нар. 22 червня, 1987) — іранський кінорежисер, сценарист і продюсер. 

## Біографія
Мохаммадіан народився в Ісфахані. Він один із студентів Аббаса Кіаростамі, а його першим мистецьким досвідом було створення кіно. Мохаммадіан був активним незалежним режисером з 2016 року, його кінематографічне натхнення - Аббас Кіаростамі та італійський неореалізм.

## фільмографія
| Рік  | Назва                        | Англійська назва               | Режисер | Сценарист | Продюсер |
| ---- | ---------------------------- | ------------------------------ | ------- | --------- | -------- |
| 2016 | Нескінченна річка            | The Endless River              | Так     | Так       | Так      |
| 2016 | Лише п'ять хвилин            | Only Five Minutes              | Так     | Так       | Так      |
| 2017 | За сценою                    | Behind the Scenes              | Так     | Так       | Так      |
| 2018 | Бережіть язик                | Beware of your tongue          | Так     | Так       | Так      |
| 2019 | Кетрін Гепберн               | Katharine Hepburn              | Так     | Так       | Так      |
| 2019 | У мене є два кохання         | I Have Two Loves               | Так     | Так       | Так      |
| 2020 | Життя                        | Life                           | Так     | Так       | Так      |
| 2020 | Мерілін Монро: Фотобіографія | Marilyn Monroe: Photobiography | Так     | Так       | Так      |
| 2020 | Аньєс Варда                  | Agnès Varda                    | Так     | Так       | Так      |
| 2020 | Прекрасна, як вірш           | Beautiful Like a Poem          | Так     | Так       | Так      |
| 2021 | Аббас Кіаростамі             | Abbas Kiarostami               | Так     | Так       | Так      |
| 2021 | Політ                        | Flying                         | Так     | Так       | Так      |
| 2021 | Я Моніка Беллуччі            | I'm Monica Bellucci            | Так     | Так       | Так      |
| 2021 | Моментів У межах Моментів    | Moments Within Moments         | Так     | Так       | Так      |